# Chiesa di San Biagio a Casale
La chiesa di San Biagio a Casale sorge a Prato, nella frazione sudoccidentale di Casale

## Storia e descrizione
Di struttura medievale, ma assai trasformata nel Sette-Ottocento, la chiesa è preceduta da un portico, e ha interni di gusto neoclassico.
All'altare destro si trova una bella tela con la Madonna, il Bambino e i santi Rocco e Lucia di Simone Pignoni. L'altare opposto ospita una tavola con la Madonna del Rosario e santi (1612), firmata da Pompeo Caccini e datata 1612. Dietro l'altar maggiore è collocata una tela con San Biagio, della prima metà del XVIII secolo.
Adiacente alla chiesa è l'oratorio della Compagnia del Corpus Domini, di forme settecentesche, con una tela raffigurante l'Istituzione dell'Eucaristia che richiama al Maratta.

## Galleria d'immagini

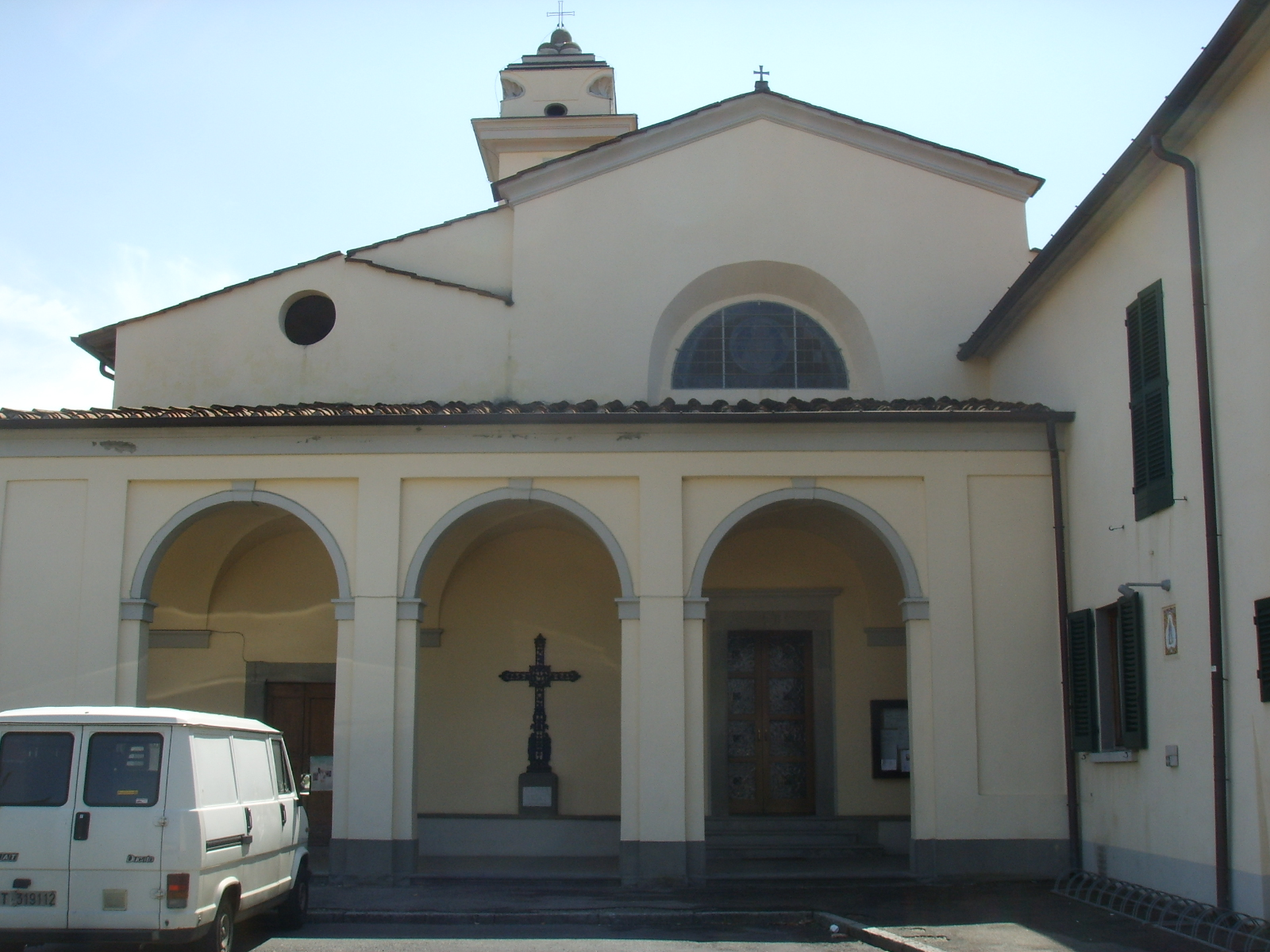
Il portico
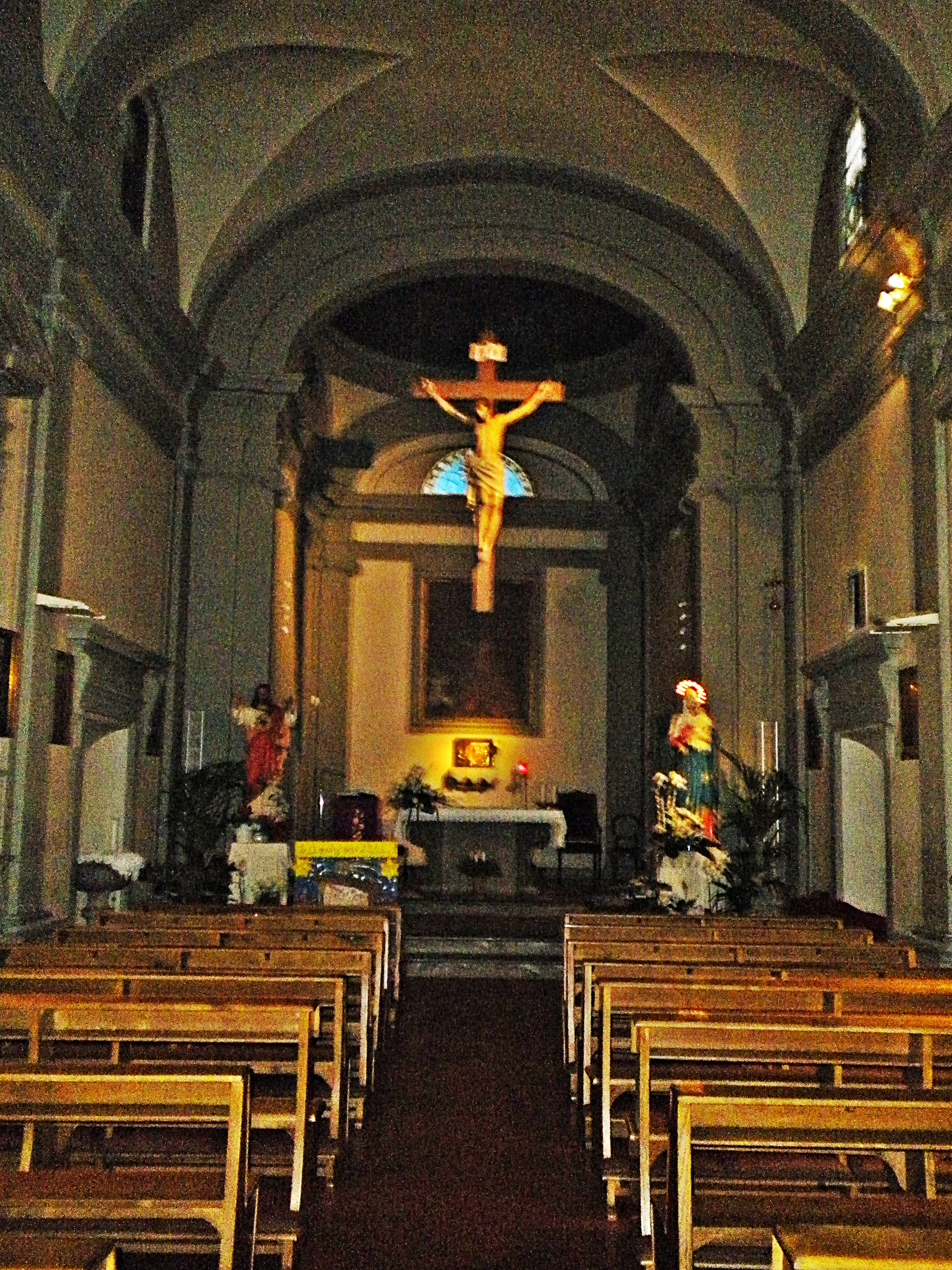
L'interno
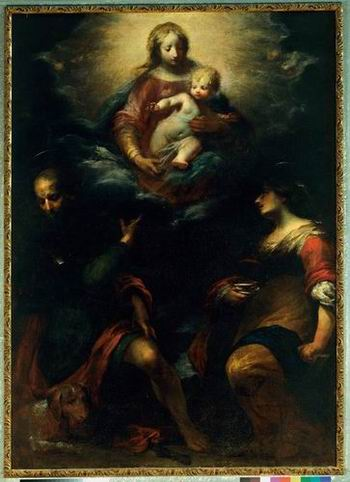
Simone Pignoni, Madonna, il Bambino e i santi Rocco e Lucia